# Дендропарк Ботанічний
Дендропарк Ботанічний — парк-пам'ятка садово-паркового мистецтва місцевого значення. Об'єкт розташований на території Нової Каховки Херсонської області, сел. Плодове, вул. Садова, 1.
Площа — 9 га, статус отриманий у 2006 році.